# Wu-Tang: An American Saga
Wu-Tang: An American Saga – amerykański miniserial stworzony przez producenta muzycznego i rapera o pseudonimie RZA oraz Alexa Tse, którego premiera odbyła się 4 września 2019 roku na platformie Hulu. Serial opowiada fabularyzowaną historię powstania nowojorskiej grupy hip-hopowej Wu-Tang Clan bazując częściowo na prawdziwych zdarzeniach.
Początkowo planowano nagrać tylko jeden, dziesięcioodcinkowy sezon serialu, jednak po dobrym przyjęciu, w roku 2020 podjęto decyzję o nagraniu drugiego i trzeciego sezonu, których premiera miała miejsce kolejno premiera miała miejsce 8 września 2021 roku oraz 15 lutego 2023 roku. Serial zakończono 5 kwietnia 2023 roku.

## Opis fabuły
Wu-Tang: An American Saga toczy się na początku lat 90. XX wieku w Nowym Jorku, podczas epidemii kraku w najbiedniejszych dzielnicach miasta. Serial przedstawia historię RZA, który próbuje zerwać z handlem narkotykami i na stałe zająć się muzyką.

## Obsada
- Ashton Sanders jako Bobby Diggs (RZA)
- Shameik Moore jako Sha (Raekwon)
- Siddiq Saunderson jako Dennis „D-Love” Coles (Ghostface Killah)
- Julian Elijah Martinez jako Divine Diggs
- Marcus Callender jako Power Grant
- Erika Alexander jako Linda Diggs
- Zolee Griggs jako Shurrie Diggs
- David „Dave East” Brewster jako Clifford „Shotgun” Smith Jr. (Method Man)
- TJ Atoms jako Ason Unique (Ol’ Dirty Bastard)
- Johnell Xavier Young jako Gary Grice (GZA)
- Joey Badass jako Deck (Inspectah Deck)

## Lista odcinków
| Nr | Tytuł                   | Reżyseria        | Scenariusz     | Premiera (Hulu)      |
| -- | ----------------------- | ---------------- | -------------- | -------------------- |
| 1  | Can It Be All So Simple | Chris Robinson   | RZA i Alex Tse | 4 września 2019      |
| 2  | Winter Warz             | Norberto Barba   | RZA i Alex Tse | 4 września 2019      |
| 3  | All In Together Now     | Darren Grant     | RZA i Alex Tse | 4 września 2019      |
| 4  | All That I Got Is You   | Tara Nicole Weyr | Rodney Barnes  | 11 września 2019     |
| 5  | Cold War                | Jet Wilkinson    | Ryan O’Nan     | 18 września 2019     |
| 6  | Impossible              | Craig Zisk       | Zina Camblin   | 25 września 2019     |
| 7  | Box in Hand             | Malcolm D. Lee   | Chelsey Lora   | 2 października 2019  |
| 8  | Labels                  | Tara Nicole Weyr | Gabe Fonseca   | 9 października 2019  |
| 9  | I Declare War           | Craig Zisk       | Zak Schwartz   | 16 października 2019 |
| 10 | Assassination Day       | Colin Bucksey    | Emily Shesh    | 23 października 2019 |